# 保险密度
保险密度（insurance density）是指一国（地区）的人均保费收入，它是衡量一国（地区）保险市场发展程度和潜力的指标之一。
2003年世界平均的保险密度为469.6美元，2004年中国保险密度为332人民币。